# Count Your Blessings
Count Your Blessings é o primeiro álbum de estúdio da banda britânica de rock Bring Me the Horizon. Gravado no DEP International Studios em Birmingham com o produtor Dan Sprigg, foi originalmente lançado no Reino Unido em 30 de outubro de 2006 pela Visible Noise. O álbum foi posteriormente lançado pela Earache Records nos Estados Unidos em 14 de agosto de 2007. O álbum teve o lançamento de videoclipes para duas das faixas: "Pray for Plagues" em 4 de junho de 2007 e "For Stevie Wonder's Eyes Only (Braille)" em 6 de março de 2008.
Batizado com o uma parte da letra da música de abertura do álbum "Pray for Plagues", Count Your Blessings é uma representação do som deathcore da banda, que foi eliminado em lançamentos posteriores e eventualmente abandonado em favor de outros estilos menos agressivos. Os membros do Bring Me the Horizon ainda eram jovens quando gravaram o disco, e tanto a banda quanto seus fãs o desconsideraram mais tarde em sua carreira, o considerando como inferior ao seu material posterior; tudo começou em 2008, quando o guitarrista Lee Malia já criticava a qualidade do Count Your Blessings. A maioria das músicas do álbum rapidamente sumiu dos setlists ao vivo da banda. A maioria dos membros gravaram suas partes individualmente, ao invés do grupo como um todo, já que o estúdio ficava no centro da metrópole de Birmingham, assim distraindo os membros. O álbum recebeu algumas críticas negativas, com as principais reclamações girando em torno da originalidade musical, embora ainda tenha alcançado o número 93 na UK Albums Chart.

## Gravação
Após o lançamento de seu primeiro EP This Is What the Edge of Your Seat Was Made For em outubro de 2004, Bring Me the Horizon fez uma extensa turnê enquanto escrevia novo material para seu álbum de estreia. Devido ao número de shows que a banda estava fazendo na época, muito do material foi escrito rapidamente antes do início da gravação - o baterista Matt Nicholls afirmou que três músicas foram escritas no espaço de dois dias devido ao prazo para a gravação. Várias músicas são regravações de demos anteriores que a banda gravou para um projeto intitulado The Bedroom Sessions e em uma transmissão para a estação de rádio do Reino Unido, a Radio 1, tocando "(I Used to Make Out With) Medusa", "Off the Heezay" e "Liquor & Love Lost" (na época chamada de "Dragon Slaying").
A gravação foi realizada no DEP International Studios em Birmingham com o produtor Dan Sprigg, que já havia trabalhado com bandas como Cradle of Filth, Napalm Death e, mais recentemente, Lostprophets. O vocalista Oliver Sykes descreveu o processo de gravação como "uma experiência intensa" devido ao desejo do grupo de fazer o melhor álbum de estreia possível, com o biógrafo Ben Welch afirmando que eles "estavam começando a sentir a pressão de todo o hype que estava crescendo em torno eles" na época. Devido à localização do estúdio no centro da cidade, os membros da banda (todos com menos de 20 anos na época) costumavam se distrair e não passavam muito tempo no estúdio; isso significava que cada membro individualmente acabou gravando a maioria de suas contribuições para o álbum sozinho, ao invés de toda a banda reunida para as gravações.

## Composição

### Influências, estilo e temática
Ao gravar o Count Your Blessings, Bring Me the Horizon pretendia fazer um álbum que soasse "tão pesado e brutal quanto possível"; Welch afirma que a banda descartou qualquer ideia de música que "não se encaixasse nesse critério". Falando em 2014 sobre as intenções da banda ao escrever e gravar música durante seus primeiros anos, Sykes afirmou que o grupo "só queria fazer música barulhenta". Da mesma forma, quando questionado sobre o início da banda em uma entrevista de 2014, o guitarrista Lee Malia explicou: "Quando você é jovem, você só quer fazer tudo ao extremo. É assim que o primeiro EP e o álbum eram". Matt Nicholls disse que em Count Your Blessings, Bring Me the Horizon "fomos muito influenciados pelo metal sueco - At The Gates e coisas assim". Nicholls também disse que em Count Your Blessings, os membros de Bring Me the Horizon "tinhamos 18 ou 19 anos e queria ser o mais "metal" possível."
Especificamente, os membros foram influenciados por bandas como Norma Jean, Skycamefalling, Metallica, Pantera, At the Gates, Arch Enemy, The Dillinger Escape Plan e In Flames no início da carreira.
O estilo musical do Count Your Blessings é mais frequentemente classificado como deathcore, mas também foi rotulado como death metal, metalcore e death metal melódico. Count Your Blessings usa elementos de gêneros como death metal melódico, death metal e black metal, fazendo comparações com bandas como The Black Dahlia Murder, Cannibal Corpse, At the Gates, e Obituary. Last Rites comparou os vocais do álbum (que consistem em guturais e variações como False Chord) como semelhante aos do black metal e as guitarras como as típicas do death metal melódico. De acordo com o colunista do Drowned in Sound, Raziq Rauf, as canções do disco "geralmente consistem em riffs no estilo The Black Dahlia Murder misturados com alguns momentos musicais desagradáveis e mais avarias do que o velho Nissan Sunny do seu pai", brincou. O conteúdo lírico é reconhecidamente simples, o que de acordo com Sykes se deve ao fato de sua vida "nunca ter sido tão ruim" na época em que as escreveu; o cantor notou que a maioria das canções do álbum são "sobre garotas ou apenas crescer", o que ele afirma que contribuiu para o tipo de "música de festa" da banda.

## Lançamento
Count Your Blessings foi originalmente lançado no Reino Unido em 30 de outubro de 2006 pela Visible Noise. E não foi lançado nos Estados Unidos até 14 de agosto de 2007, quando foi publicado pela Earache Records. A versão lançada pelo varejista Hot Topic apresentava uma versão cover da música "Eyeless" do Slipknot como faixa bônus, que havia sido originalmente gravada para Higher Voltage: Another Brief History of Rock, um CD lançado gratuitamente com uma edição da Kerrang! revista em junho de 2007. Um primeiro videoclipe de "Pray for Plagues", foi dirigido por Kenny Lindström e lançado em 4 de junho de 2007. Um segundo videoclipe, dirigido por Perrone Salvatore, "For Stevie Wonder's Eyes Only (Braille)" foi lançado em 6 de março de 2008.
Após o lançamento de Count Your Blessings, Bring Me the Horizon fez uma extensa turnê de divulgação do álbum. Durante outubro e novembro, o grupo fez uma turnê pelo Reino Unido com a banda americana de black metal Abigail Williams, embora a banda de Phoenix, Arizona, tenha deixado a turnê logo no início após o baterista Zach Gibson sofrer uma lesão no pulso. Centurion atuou como baterista da Abigail Williams pelo resto da turnê, e Bring Me the Horizon passou o resto do ano apoiando seus companheiros de gravadora, Lostprophets. A banda mais tarde substituiu Bury Your Dead, apoiando Killswitch Engage em sua turnê europeia em janeiro de 2007, e continuou a turnê pelo Reino Unido em março e abril. Durante o verão, a banda tocou em vários festivais (incluindo o Download Festival).

## Recepção da crítica
| Críticas profissionais | Críticas profissionais |
| Avaliações da crítica  | Avaliações da crítica  |
| Fonte                  | Avaliação              |
| ---------------------- | ---------------------- |
| About.com              | [ 29 ]                 |
| AllMusic               | [ 30 ]                 |
| Chronicles of Chaos    | 8.5/10                 |
| Exclaim!               | Favorável              |
| MetalSucks             | [ 33 ]                 |

Após o seu lançamento, Count Your Blessings estreou no número 93 na UK Albums Chart. O álbum também alcançou a 9ª posição no UK Rock & Metal Albums Chart e permaneceu lá por mais duas semanas, primeiro caindo para a posição 14 e depois para a 26ª posição.
No geral, Count Your Blessings teve uma recepção crítica mista. O escritor da revista Exclaim! Bill Whish escreveu positivamente sobre o lançamento, elogiando as "letras "vitriólicas" e o trabalho de guitarra brutalmente pesado" e saudando a banda como "um pouco mais interessante" do que alguns outros artistas do metalcore. Tom Connick da revista DIY apelidou de "(I Used to Make Out With) Medusa" a "cereja do bolo" do Count Your Blessings em um longa-metragem de 2014, alegando que "Aquela imprudência de jovens bêbados que mais definiu [a banda] nos anos controversos" com seu trabalho de guitarra "afiado" e "breakingdowns estrondosos". Aaron McKay, um escritor de Chronicles of Chaos, elogiou a entrega vocal de Sykes, comparando-a ao vocalista do Obituary, John Tardy.
No entanto, muitos comentaristas criticaram a falta de originalidade do álbum. Enquanto Stewart Mason do AllMusic elogiou o álbum por ser "um pouco interessante musicalmente", bem como alegou que há "um maior senso de dinâmica do que o normal" do gênero no disco, ele também comentou sobre a "composição fraca e sem imaginação", afirmando que adiciona "pouco à base de conhecimento existente" do deathcore. Além disso, ele também criticou o estilo vocal de Sykes no álbum, que ele descreveu como "rápidamente irritante" e um "tagarela agudo". Chad Bowar para About.com destacou a banda dentro de sua cena, elogiando suas "melodias cativantes" e "riffs e solos decentes", e em Count Your Blessings deu as boas-vindas à variedade de estilos de voz em toda a coleção. No entanto, de forma semelhante a Mason, Bowar apelidou o álbum de "muito genérico e repetitivo", alegando que ele apresenta "muitas avarias" e uma maioria de canções "extremamente esquecíveis". Axl Rosenberg, da MetalSucks, reclamou que a banda não exibiu "nada que os diferencie do grupo" no álbum, embora tenha elogiado a presença de "alguns breakdowns decentes" e alegado que as músicas fariam "um bom barulho de fundo".

## Impacto
Devido à idade da banda quando gravou o álbum e às drásticas mudanças de estilo que se seguiram ao seu lançamento, Count Your Blessings foi amplamente negligenciado nos últimos anos, tanto pela banda quanto por seus fãs. Já em 2008, o guitarrista Lee Malia estava criticando a qualidade do álbum e observando que a banda rapidamente queria "fazer algo melhor" após seu lançamento. Após o lançamento de "Drown" em 2014, descrito por Adam Silverstein da Digital Spy como "um universo longe da... comoção total" de Count Your Blessings, Sykes refletiu que o single teria "ofendido" os membros da banda quando eles eram mais jovens, acrescentando que o grupo "nunca mais soaria assim".
O tecladista Jordan Fish (que se juntou ao Bring Me the Horizon cerca de 6 anos após o lançamento do álbum) explicou a drástica evolução no estilo entre Count Your Blessings e lançamentos posteriores como sendo simplesmente devido ao fato de os membros da banda "não ouvirem deathcore mais", alegando que tentar esse tipo de música seria desonesto devido à mudança de gostos e sentimentos dos membros. O escritor da Alternative Press, Tyler Sharp, acrescentou que "Os membros do Bring Me the Horizon evoluíram de metaleiros adolescentes para um grupo de compositores maduros e avançados" em resposta às críticas sobre sua mudança de estilo. A maioria das músicas do álbum foram sumindo de apresentações ao vivo nos anos seguintes ao lançamento de Suicide Season e There Is a Hell..., embora "Pray for Plagues" tenha retornado ao setlist brevemente no final de 2014, quando a banda tocou com o guitarrista original Curtis Ward em alguns shows. A música é apresentada no álbum de vídeo Live at Wembley, gravado em dezembro de 2014.
Apesar da evolução radical da banda desde Count Your Blessings, o álbum ainda recebeu alguns elogios retrospectivos. Em reportagem publicada em 2015, a Kerrang! a escritora Emily Carter creditou ao álbum por aumentar a popularidade da banda durante seus anos de formação, bem como elogiar seus riffs de guitarra e a canção "Pray for Plagues". O contribuidor da AXS, Rey Harris, descreveu o álbum como "um clássico entre os fãs de deathcore", destacando "Black & Blue" em particular. Sarai C. do Loudwire considerou "Pray for Plagues" a quarta melhor música Bring Me the Horizon até agora (em maio de 2014), elogiando-a como "uma das faixas mais atemporais de Bring Me the Horizon". Dan Slessor para a Alternative Press incluiu "Tell Slater Not to Wash His Dick" como a décima escolha alternativa em seu recurso de "As 10 melhores canções Bring Me the Horizon", elogiando sua "energia exuberante e melodia rica".

## Lista de faixas
Todas as letras escritas por Oliver Sykes, todas as músicas compostas por Bring Me the Horizon e Dan Spring.
| N.º            | Título                                   | Duração |  |
| 1.             | "Pray for Plagues"                       | 4:21    |  |
| 2.             | "Tell Slater Not to Wash His Dick"       | 3:30    |  |
| 3.             | "For Steve Wonder's Eyes Only (Braille)" | 4:29    |  |
| 4.             | "A Lot Like Vegas"                       | 2:09    |  |
| 5.             | "Black & Blue"                           | 4:33    |  |
| 6.             | "Slow Dance"                             | 1:16    |  |
| 7.             | "Liquor & Love Lost"                     | 2:39    |  |
| 8.             | "(I Used to Make Out With) Medusa"       | 5:39    |  |
| 9.             | "Fifteen Fathoms, Counting"              | 1:56    |  |
| 10.            | "Off the Heezay"                         | 5:39    |  |
| Duração total: | Duração total:                           | 36:19   |  |

| Edição bônus da Hot Topic |                               | |         |  |
| N.º                       | Título                        | Compositor(es)                                                                                                 | Duração |  |
| 11.                       | "Eyeless" (cover de Slipknot) | Corey Taylor Josh Brainard Paul Gray Joey Jordison Shawn Crahan Mick Thomson Chris Fehn Sid Wilson Craig Jones | 4:04    |  |
| Duração total:            | Duração total:                | Duração total:                                                                                                 | 40:13   |  |

## Créditos
Créditos adaptados a partir das notas do encarte de Count Your Blessings, pela Visible Noise.
Bring Me the Horizon
- Oliver Sykes – vocal
- Lee Malia – guitarra principal
- Curtis Ward – guitarra rítmica
- Matt Kean – baixo
- Matt Nicholls – bateria

### Créditos adicionais
- Bring Me the Horizon – produção, música
- Dan Sprigg – produção, mixagem, masterização
- Tom Barnes – fotografia

## Paradas
| Parada (2006        | Melhor posição |
| ------------------- | -------------- |
| UK Albums (OCC)     | 93             |
| UK Rock Chart (OCC) | 9              |

## Histórico de lançamento
| Região         | Data                  | Gravadora(s)    | Formato             | Edição |
| -------------- | --------------------- | --------------- | ------------------- | ------ |
| Reino Unido    | 30 de outubro de 2006 | Visible Noise   | CD digital download | Padrão |
| Estados Unidos | 14 de agosto de 2007  | Earache Records | CD digital download | Padrão |